# Rixa von Werle
Rixa von Werle (* um 1270; † 26. November 1317) war Herzogin zu  Braunschweig-Lüneburg, Fürstin von Braunschweig-Wolfenbüttel-Göttingen.

## Leben und Familie
Rixa war die Tochter von Heinrich I., Prinz von Werle und seiner Frau Rikitsa (Richiza) sowie die Enkelin von Birger Magnusson von Bjälbo und dessen erster Frau Ingeborg.
Sie heiratete Albrecht II., Herzog zu Braunschweig-Lüneburg und Fürst von Braunschweig-Wolfenbüttel am 10. Januar 1284 oder bereits 1282.
Aus der Ehe gingen 13 Kinder hervor:
- Adelheid (1290–1311) ⚭ 1. Juli 1306 Johann von Hessen († 1311)
- Otto der Milde von Braunschweig-Göttingen (24. Juni 1292–30. August 1344)
- Mechtildis/Matilde (1293 oder 1299; † 1. Juni 1356) ⚭ um 1319 Heinrich V. von Honstein-Sondershausen (1290–1356)
- Albrecht II. von Braunschweig-Lüneburg (1294–13. Oktober 1359[2]), von 1325 bis 1359 Bischof von Halberstadt
- Wilhelm (* um 1295; † 1318), Ritter des Deutschen Ordens
- Heinrich III. von Braunschweig-Lüneburg (1297; † 6. Februar 1363), Bischof von Hildesheim
- Richenza (* um 1298; † 26. April 1317), Nonne in Kloster Wienhausen
- Johann (1300–1321 oder * 1297; † nach 1333[3]), Ritter des Deutschen Ordens
- Bruno († 31. August 1303)
- Magnus I. von Braunschweig-Wolfenbüttel (* um 1304; † Juli 1369) ⚭ 1327 Sophie von Brandenburg
- Ernst, Herzog von Braunschweig-Lüneburg und Fürst von Göttingen (* um  1305; † 24. April 1367) ⚭ vor 1340 Elisabeth von Hessen
- Lüder (1307–17. Mai 1319 oder * um 1296; † nach 1319[4] oder um 1334)
- Judith/Jutta (* 1300 oder 1309; † 1332), Nonne